# Interspar (Österreich)
Interspar ist das größte Tochterunternehmen der Spar Österreich Gruppe und ein österreichischer Betreiber von Hypermärkten, also Märkten, die Lebensmittel, Haushaltswaren und weitere Non-Food-Artikel vertreiben. Darüber hinaus zählt Interspar zu den größten Systemgastronomen Österreichs und betreibt in Österreich acht Handwerksbäckereien, die regional unterschiedliche Brot-, Backwaren und Süßspeisen produzieren. Der Unternehmenssitz, die Zentrale von Interspar, befindet sich seit 1977 in Salzburg-Taxham.

## Geschichte

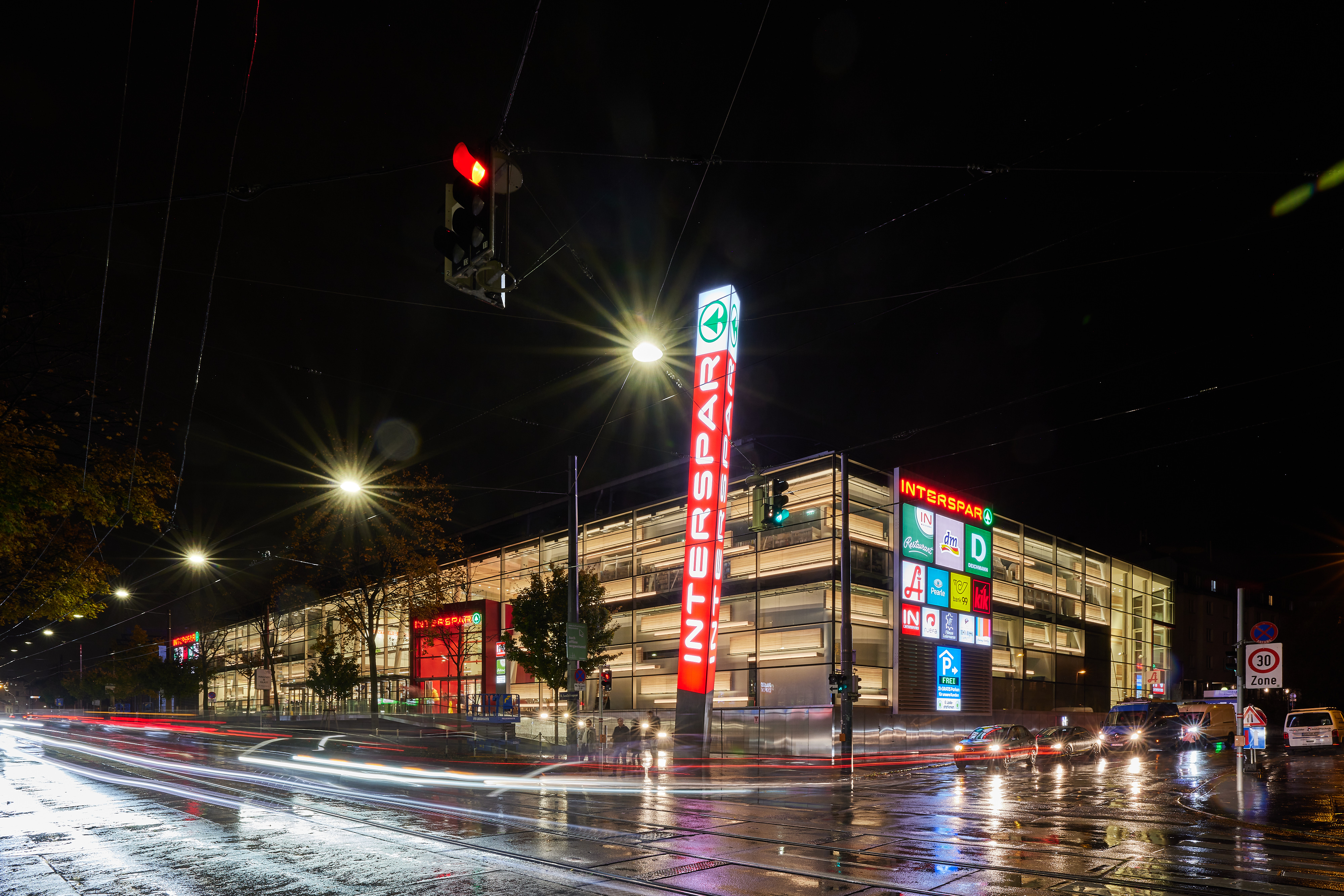
INTERSPAR Sandleitegasse

### Gründung und Anfänge
1954 wurde das Unternehmen Handelsvereinigung Spar Tirol/Pinzgau gegründet, das mittlerweile unter der Spar Österreichische Warenhandels-AG firmiert.
1970 schlossen sich zehn bestehende Spar-Großhandelsfirmen zur Spar Österreichische Warenhandels-AG zusammen. Die ersten Interspar-Märkte in Neu-Rum, Dornbirn und Graz boten auf etwa 3.500 m² eine Auswahl von bis zu 30.000 Artikeln, darunter Lebensmittel, Haushaltswaren, Mode und Heimtextilien. In den 1970er-Jahren kamen weitere Standorte hinzu, sodass die Zahl der Interspar-Hypermärkte innerhalb eines Jahrzehnts auf elf anwuchs. Im Jahr 1977 wurde die Zentrale nach Salzburg-Taxham verlegt, wo gleichzeitig der zehnte Standort eröffnet wurde, der später zum Europark ausgebaut werden sollte.

### Expansion und Übernahmen
In den 1980er-Jahren übernahm Interspar mehrere Warenhäuser in Wien und Oberösterreich und errichtete die ersten Einkaufszentren. 1984 kam es zur Übernahme von drei Gerngross-Märkten in Wien. Bis Ende der 1980er Jahre wuchs die Zahl der Interspar-Hypermärkte auf 25 an. 1987 wurden die ersten Scannerkassen eingeführt und die erste eigene Bäckerei in Dornbirn eröffnet, wodurch Interspar nicht nur als Händler und Gastronom, sondern auch als Bäckereibetrieb tätig wurde. Mit der Eröffnung des Standorts in Unterwart im Burgenland im Jahr 1988 war Interspar schließlich in allen Bundesländern Österreichs vertreten.
In den 1990er Jahren erlebte Interspar eine Phase der Expansion, die durch den Zukauf von Unternehmen wie KGM, Huma, Pampam und Familia geprägt war. In ganz Österreich entstanden neue Einkaufszentren, während bestehende Standorte aus- und umgebaut wurden. So wurden in nahezu allen Märkten Frische- bzw. Bedientheken eingerichtet. Im Jahr 1995 wurde die bargeldlose Bezahlung am Standort Graz-Liebenau eingeführt, wo Interspar als erster Großmarkt in Österreich diese Möglichkeit anbot.
Im Jahr 1999 ging die Homepage www.interspar.at online. 2000 startete Interspar mit dem Onlinehandel von Wein und Spirituosen über den eigenen Onlineshop weinwelt.at, der über 2.500 Weine, Schaumweine und Spirituosen, aber auch Delikatessen, Kräuter, Gewürze sowie Kaffee- und Teespezialitäten anbietet (Stand 2023). 2002 wurde eine eigene Import-Export-Gesellschaft für Non-Food-Artikel mit dem Namen Simpex gegründet. In diesem Jahr übernahm Interspar auch die Handelshäuser von Maximarkt mit sieben Standorten in Salzburg und Oberösterreich.
Seit 2010 bietet Interspar über seinen Onlineshop für Haushalt und Freizeit Spielwaren, Küchenartikel, Haushaltsgeräte und Unterhaltungselektronik an. Ab 2016 können Kunden in Wien und Salzburg auch Lebensmittel online bestellen. Im Rahmen der 2010 gestarteten Lokalitätsinitiative Von dahoam das Beste! unterstützt Interspar lokale Lieferanten aus der Umgebung der Märkte, indem es ihnen eine zusätzliche Vertriebsmöglichkeit bietet. Im selben Jahr wurden in allen Standorten verschiedene Warenwelten eingerichtet, die Bereiche wie Spiel & Freizeit, Küche & Tisch, Schönheit und Pflege sowie Baby und Kleinkind abdecken.

### Jüngere Entwicklungen

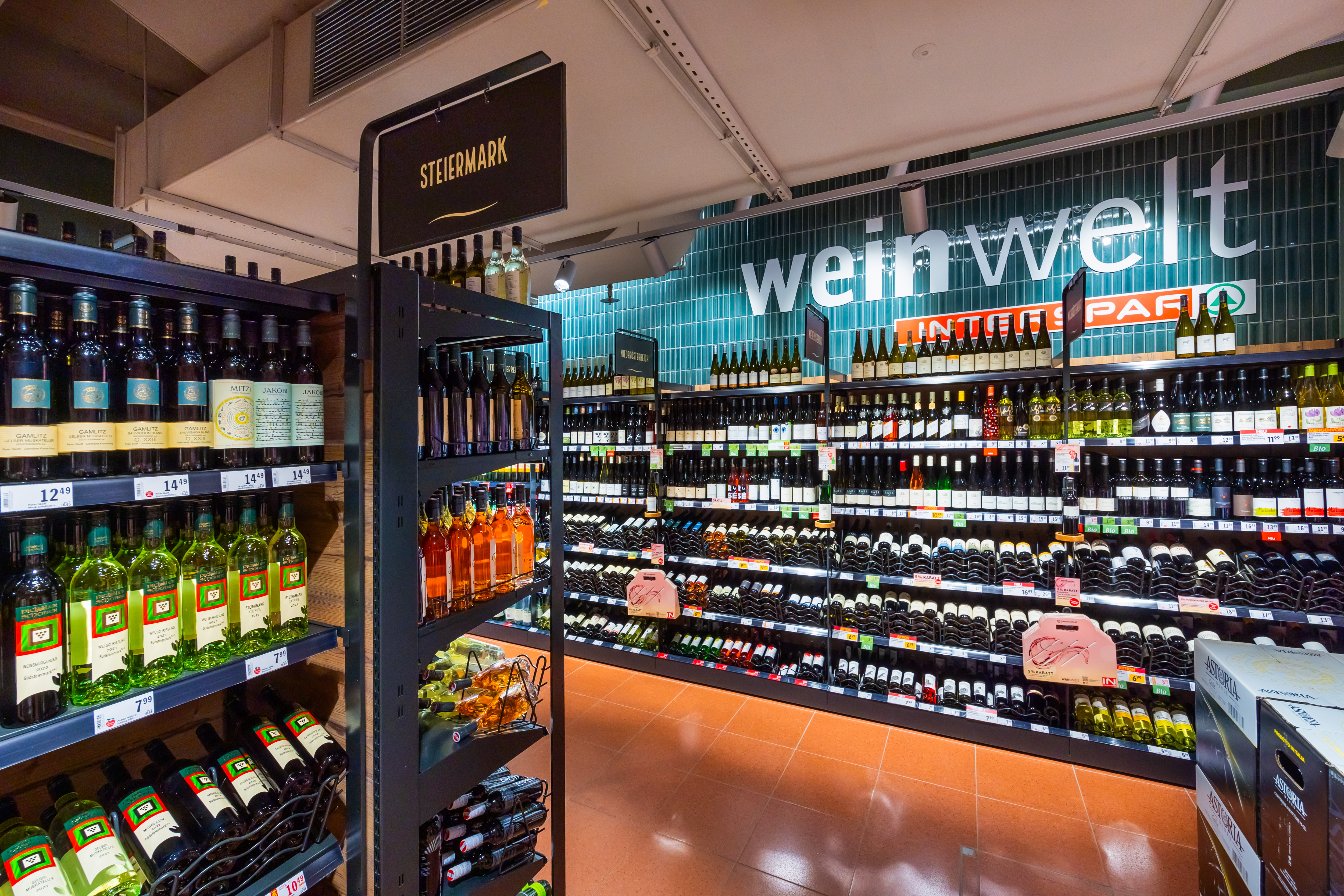
INTERSPAR weinwelt

Im November 2021 bezog Interspar ein neues Logistikzentrum im österreichischen Loosdorf, von wo aus alle Bestellungen des Interspar-Onlineshops weinwelt.at bearbeitet werden.
Ein neuer Interspar-Hypermarkt wurde im April 2024 in Leibnitz eingeweiht. Daneben wurden bereits bestehende Interspars modernisiert, darunter z. B. Märkte in Bürs und in Graz im Grazer Citypark. Die Kosten in Graz wurden auf rund 12,3 Millionen Euro beziffert. Dabei wurden unter anderem die Energieeffizienz erhöht, die Beleuchtung auf LED umgestellt und die Kühl- und Klimaanlagen erneuert.
Im Oktober 2024 wurde in Innsbruck einer der ältesten Interspar-Märkte nach Modernisierungen wiedereröffnet. Dieser Markt ist einer der ersten Interspar-Märkte, der elektronische Regaletiketten in vier verschiedenen Farben verwendet.
Im November 2024 folgte die Eröffnung eines weiteren Logistikzentrums in Graz. Zudem wurde im selben Monat eine neue Handwerksbäckerei auf dem Gelände der oberösterreichischen Spar-Zweigniederlassung in Marchtrenk eröffnet.

## Unternehmensstruktur
Die Supermarktkette Interspar ist eine Tochtergesellschaft des Handelskonzerns Spar Österreich.

### Kennzahlen
Interspar betrieb Stand 2024 in Österreich 70 Hypermärkte, sieben Maximärkte, zwei kleinere Interspar-Pronto-Märkte und rund 80 Gastronomiestandorte (Maxi.restaurants, Interspar-Restaurants, Café Cappuccinos). Die Märkte weisen eine Verkaufsfläche zwischen 2.500 und 5.000 m² auf (Ausnahme Interspar am Schottentor mit 1.770 m²), und es werden bis zu 50.000 Artikel angeboten. Das Unternehmen hat österreichweit insgesamt ca. 10.000 Beschäftigte.

### Tochterunternehmen
- Maximarkt Handelsgesellschaft mbH: betreibt sieben Maximärkte (von 5.000 bis 8.000 m² Verkaufsfläche), sechs Maxi.restaurants und ein Maxi.café in Oberösterreich und Salzburg.[33]
- Simpex Import Export GmbH: unterhält in Fischamend eine internationale Logistikplattform für Non-Food-2, die allen Unternehmen der Spar Österreich-Gruppe in Mitteleuropa dient. Rund 180 Mitarbeiter sind dafür verantwortlich, die Beschaffung von saisonalen und Aktionsartikeln für die Eigenmarken zu organisieren. Diese Artikel umfassen die Sortimente Küche & Tisch, Haushalt & Haushaltselektrogeräte, Garten, Papier-, Büro- und Schreibwaren, Spiel & Sport, Koffer, Heimtextilien, Wäsche sowie Strümpfe.[34][35]
- 8 Interspar-Handwerksbäckereien und Konditoreien: Interspar betreibt Handwerksbäckereien in Dornbirn, Wörgl, Salzburg, Marchtrenk, St. Pölten, Kottingbrunn, Graz und Sankt Veit an der Glan.[24][36] In den Bäckereien waren im Jahr 2024 rund 350 Mitarbeiter beschäftigt,[37] die ca. 150 verschiedene Brot-, Gebäck-, Kuchen- und Mehlspeisen-Sorten produzieren, die an die Interspar-Standorte sowie zahlreiche Spar- und Eurospar-Märkte geliefert werden.[37]

### Weitere Betriebstypen
Interspar-Einkaufszentren (bis 12.000 m² Verkaufsfläche); Interspar-Hypermärkte (von 2.500 bis 5.000 m² Verkaufsfläche); Interspar pronto; Interspar-Restaurants;  Café Cappuccino; Interspar Market Kitchen; Interspar-take away; Interspar Food Truck.

## Engagement
Interspar engagiert sich seit 2004 für das SOS-Kinderdorf Österreich, um die Kinder und Jugendlichen in den SOS-Kinderdorf-Familien sowie in Wohngruppen zu unterstützen, ebenso wie die Familienbetreuung. Mittlerweile (Stand 2022) hat das Unternehmen insgesamt mehr als 1,6 Millionen Euro an das SOS-Kinderdorf gespendet. Seit 2011 engagiert sich jeder Interspar-Hypermarkt, indem er eine Hauspatenschaft im nächstgelegenen Dorf übernimmt. Im Jahr 2019 spendete Interspar 115.000 Euro an das SOS-Kinderdorf. Diese Spende trug zur Finanzierung des Baus eines Niedrigenergiehauses im SOS-Kinderdorf Seekirchen bei.

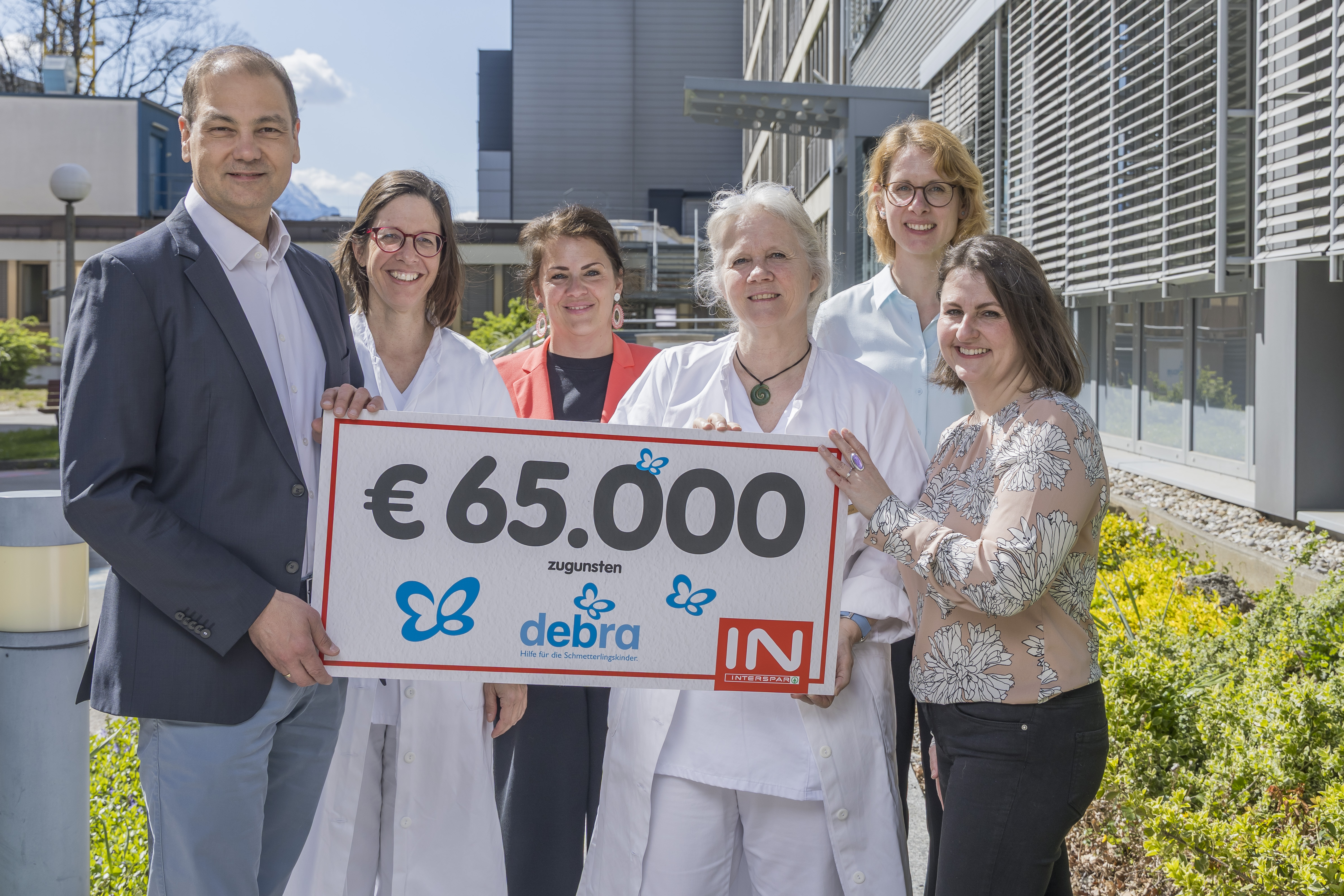
Spendenübergabe von INTERSPAR an DEBRA

Seit 2007 unterstützt Interspar die Patientenorganisation Debra Austria, die sich um Kinder kümmert, die an der unheilbaren Hauterkrankung Epidermolysis bullosa (EB) leiden. Die regelmäßigen Spenden haben einen Gesamtbetrag von fast 630.000 Euro erreicht (Stand 2022).
Im Zuge neuer Markt-Eröffnungen spendet Interspar regelmäßig 5.000 Euro an örtliche Sozialverbände.
Der Interspar-Hypermarkt in Mistelbach spendet nicht verkaufte, aber noch genießbare Lebensmittel an die örtlichen Sozialmärkte. In ganz Österreich kooperieren Spar und Interspar freiwillig mit über 200 karitativen und gemeinnützigen Organisationen wie dem Roten Kreuz, die Lebensmittel zur Grundversorgung an bedürftige Menschen weitergeben. Auf diese Weise werden jährlich Tonnen wertvoller Lebensmittel gerettet.
Lebensmittel, die bis zum Ende des Tages nicht verkauft werden, erhalten in allen Interspar-Hypermärkten in Österreich eine zweite Chance und sind zu einem Drittel des ursprünglichen Preises erhältlich. Um diese Lebensmittel zu retten und günstig zu kaufen, können Kunden die Too Good To Go-App herunterladen. 30 Minuten vor Geschäftsschluss packen die Mitarbeitenden von Interspar frisches Brot, Gebäck oder Obst und Gemüse ein, das noch in einwandfreiem Zustand ist. Die Reservierung des Lebensmittelpakets sowie die Auswahl des Abholorts und die Bezahlung erfolgen über die App.
Zur Weihnachtszeit 2024 kooperierte Interspar erneut mit dem Roten Kreuz. Unter dem Motto „Kaufe zwei und schenke eines“ erwarben Kunden von Interspar über den eigenen Bedarf hinaus Lebensmittel und Hygieneartikel, die sie der Tafel spendeten.

## Auszeichnungen
Die ÖGVS – Gesellschaft für Verbraucherstudien untersuchte Ende 2022 in einer Kundenbefragung die Zufriedenheit der Kunden verschiedener Lebensmittelhändler hinsichtlich Preis-Leistungs-Verhältnis, Service und Sortiment. Interspar schnitt bei den Bewertungskriterien Frische und Qualität, Preis/Leistung, Sortiment, Ambiente, Service und Kundenvertrauen am besten ab und belegte mit einem Gesamtscore von 6,52 auf einer Skala von 1 (äußerst unzufrieden) bis 8 (äußerst zufrieden) den ersten Platz unter den untersuchten Supermärkten.
- 2010: Auszeichnung des Onlineshops weinwelt.at zum besten Online-Handel durch die Gesellschaft für Verbraucherstudien[48]
- 2019: Auszeichnung der Interspar-Bäckerei Wörgl in Tirol mit 4 Gold-, 10, Silber- und 2 Bronzemedaillen beim 19. Internationalen Brotwettbewerb durch eine 40-köpfige Experten-Jury[49][50]
- 2019: Auszeichnung von Interspar zum Supermarkt des Jahres durch Greenpeace[51]
- 2022: Auszeichnung von Interspar zum Supermarkt des Jahres durch Greenpeace[52]
- 2023: Auszeichnung vom Interspar am Schottentor in Wien mit dem Retail Design Award in der Kategorie „Food“ durch eine Fachjury[53]
- 2024: Auszeichnung der Interspar-Bäckereien mit 67 Gold-, 49 Silber- und 14 Bronzemedaillen beim 21. Internationalen Brotwettbewerb durch eine 40-köpfige Experten-Jury[54]